# (477) Italia
(477) Italia ist ein Asteroid des Hauptgürtels, der am 23. August 1901 vom italienischen Astronomen Luigi Carnera in Heidelberg entdeckt wurde.
Mit der Benennung des Asteroiden erinnert der Entdecker an sein Heimatland Italien.